# مهرجان زهرة بورتلاند
مهرجان زهرة بورتلاند هو مهرجان مدني سنوي يقام خلال شهر يونيو في بورتلاند في أوريغون. يتم تنظيمه من قبل جمعية مهرجان زهرة بورتلاند التطوعية غير الربحية بهدف الترويج لمنطقة بورتلاند. يتضمن ثلاثة عروض منفصلة، إلى جانب عدد من الأنشطة الأخرى.

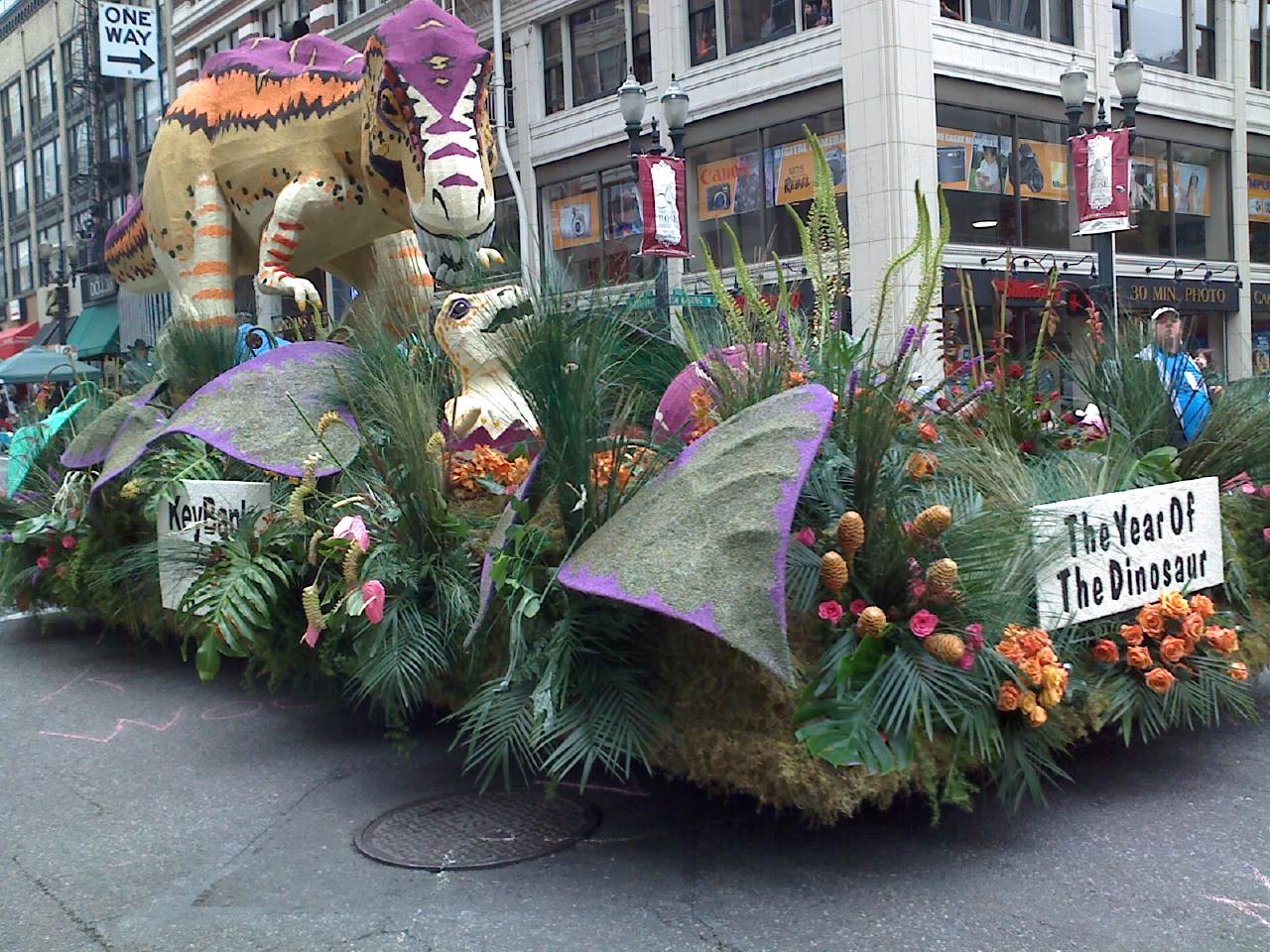
ديناصور يطفو في 2008 Grand Floral Parade

## تاريخ المهرجان
بدأت جمعية وردة بورتلاند، التي أسستها جورجيانا بيتوك وأصدقائها في عام 1888، بعرض الورود في الفناء الخلفي في حديقة بيتوك. اجتذب الحدث السنوي لجمع التبرعات المزيد من الحشود كل عام. بحلول عام 1904، كانت جمعية الورود تستضيف عرض الورود السنوي الخاص بها جنبًا إلى جنب مع الاحتفالات الإضافية، بما في ذلك موكب وموكب.  في عام 1905، يُذكر عمدة بورتلاند هاري لين بخطابه المثير في معرض لويس وكلارك، حيث أخبر الحشد الكبير أن بورتلاند بحاجة إلى «مهرجان من الورود». في عام 1906، أقيم مهرجان الورود الأول وموكب الزهور في بورتلاند. ساهم بيتوك والجيران بالورود من حدائقهم لتزيين العربات والعربات والأشخاص والخيول في العرض. في عام 1907، استضافت بورتلاند أول مهرجان رسمي للزهور في بورتلاند.
موكب الزهور الكبير هو اساس المهرجان وثاني أكبر عرض للزهور في الولايات المتحدة    بعد بطولة موكب الورود.   يصطف أكثر من 500000 متفرج على الطريق، مما يجعل موكب الزهور هذا أكبر حدث متفرج ليوم واحد في ولاية أوريغون.   كان العرض الأول في عام 1907 يسمى موكب الزهور [الإنجليزية]، ولكن في النهاية أصبح يعرف باسم موكب مهرجان الورود  وفيما بعد لا يزال موكب الزهور الكبير. كما تضمن مهرجان 1907 «عرضا كهربائيا» بعوامات مضيئة. تطور هذا إلى Merrykhana Parade ولكن بعد تعليق لمدة موسمين تمت إعادة تسمية موكب ستارلايت في عام 1976. 
منذ عام 1930، تم اختيار ملكة من محكمة من كبار السن بالمدارس الثانوية من كل مدرسة في المنطقة.   أعضاء المحكمة يسمون الأميرات. ولفترة وجيزة بدأت في عام 1997، أطلق عليهم رسميًا اسم «السفراء»،  ولكن تم إعادة مصطلح «الأميرات» في يناير 2007. تُمنح منحة الكلية لـ «الملوك» المكون من 14 عضوًا. ابتداءً من عام 2009، فتحت مؤسسة مهرجان الزهور مكانًا واحدًا في الملعب لشخص من مدرسة خارج حدود مدينة بورتلاند. يوجد سائقون خاصون بالأميرات يتم اختيارهم من كل مدرسة ثانوية. أول سائق أمريكي من أصل أفريقي (مرافقة) كان سام ويتني من مدرسة بنسون الثانوية في عام 1954. بدأ مهرجان جونيور روز، الذي يركز على الأطفال، بشكل غير رسمي في عام 1921، على الجانب الشرقي من المدينة، وشمل موكبًا خاصًا به وملعبًا صغيرًا. أصبح جزءًا رسميًا من مهرجان الورود في عام 1936.  يقام مهرجان جونيور باريد السنوي في منطقة هوليوود بالمدينة. نما The Junior Parade إلى حدث يضم ما يقرب من 10000 طفل، مما يجعله أكبر عرض في العالم للأطفال.

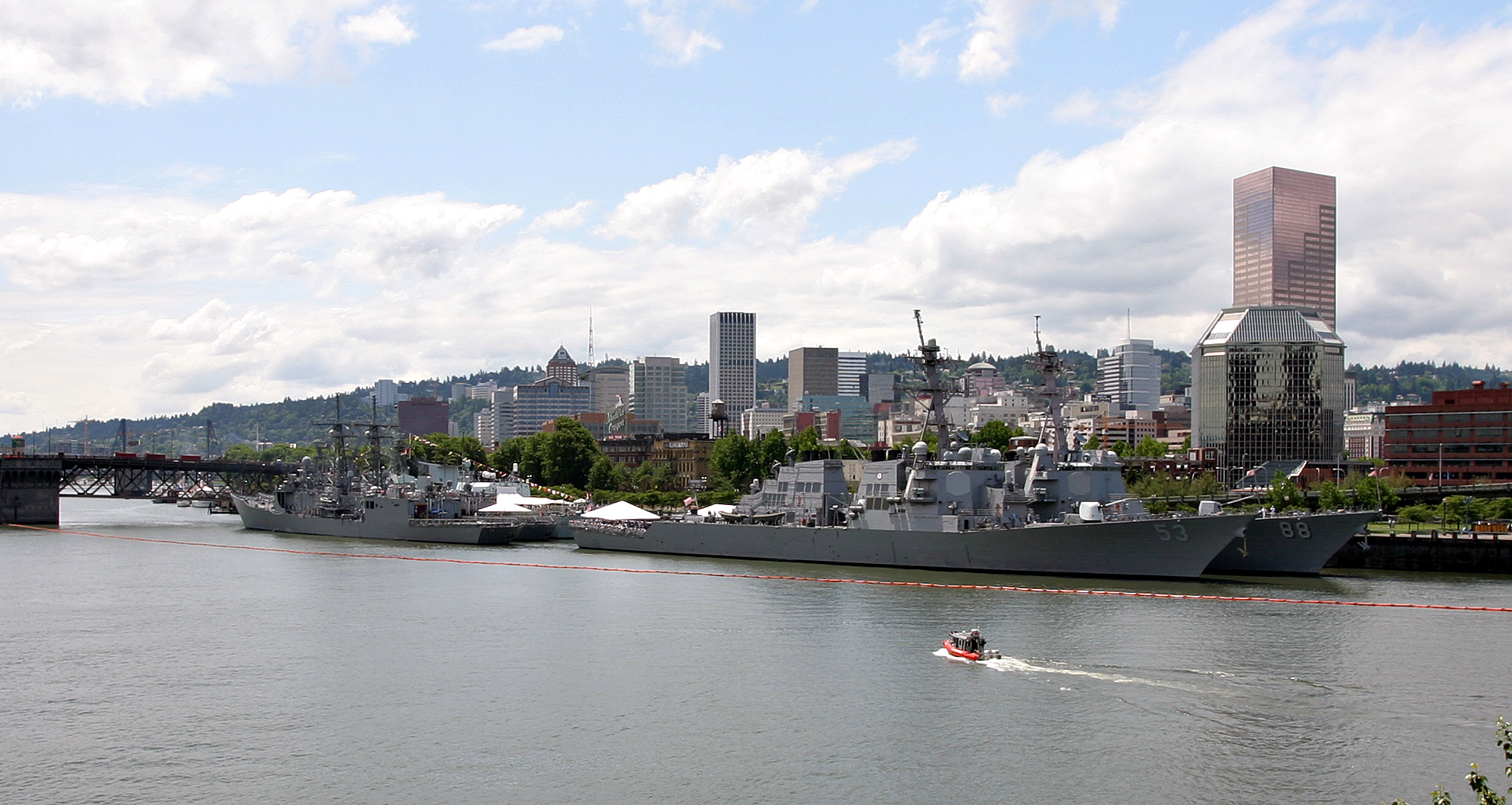
أسطول مهرجان الورود 2006

خلال أسبوع الأسطول، ترسو سفن من البحرية الأمريكية وخفر السواحل وفيلق المهندسين بالجيش والبحرية الملكية الكندية على طول السور البحري لمتنزه توم ماكول ووترفرونت.
يستضيف المهرجان أيضًا موكب ستارلايت، وعرض للألعاب النارية، وركوب الكرنفال على طول الواجهة البحرية في بورتلاند، من بين أحداث أخرى. تم تضمين سباقات قوارب التنين على نهر ويلاميت كل عام منذ عام 1989.
Golden Rose Ski Classic هو سباق تزلج سنوي نشأ في عام 1936. إنه أقدم سباق تزلج منظم معروف في أمريكا، وهو السباق الصيفي الوحيد المعتمد من قبل الولايات المتحدة الأمريكية. 
تمت إضافة عرض جوي إلى مهرجان الورود في عام 1988 وظل جزءًا من المهرجان حتى عام 2002. أقيم في مطار هيلزبورو، وقد أطلق عليه اسم Rose Festival Air Show، مع الاسم الذي يسبقه عمومًا اسم الراعي، ولكن بعد عرض 2002 و2015، قررت جمعية مهرجان الورود وقف علاقتها بالحدث. في عام 2003، أعيد تنظيم المعرض ليصبح معرض أوريغون الدولي للطيران، مع رعاة مختلفين ولم يعد حدثًا لمهرجان روز.
من عام 2007 إلى عام 2016، بدأ المهرجان في شارع 82nd Avenue of Roses Parade. تم إلغاء العرض في عام 2017، لكنه عاد في عام 2018. كما ألغت مخاوف انشار وباء COVID-19 جميع المهرجانات منذ عام 2020.

## سنوات الغاء المهرجان
لم يقام أي مهرجان في عامي 1917 و1918 بسبب الحرب العالمية الأولى ومن عام 1942 حتى عام 1945 بسبب الحرب العالمية الثانية. تم تأجيل موكب 2020 ومعظم الأحداث بسبب وباء COVID-19.

## الجوائز
- 2007، [18] 2011: صنفت جمعية المهرجانات والفعاليات الدولية مهرجان زهرة بورتلاند كأفضل مهرجان في العالم [19] [20]

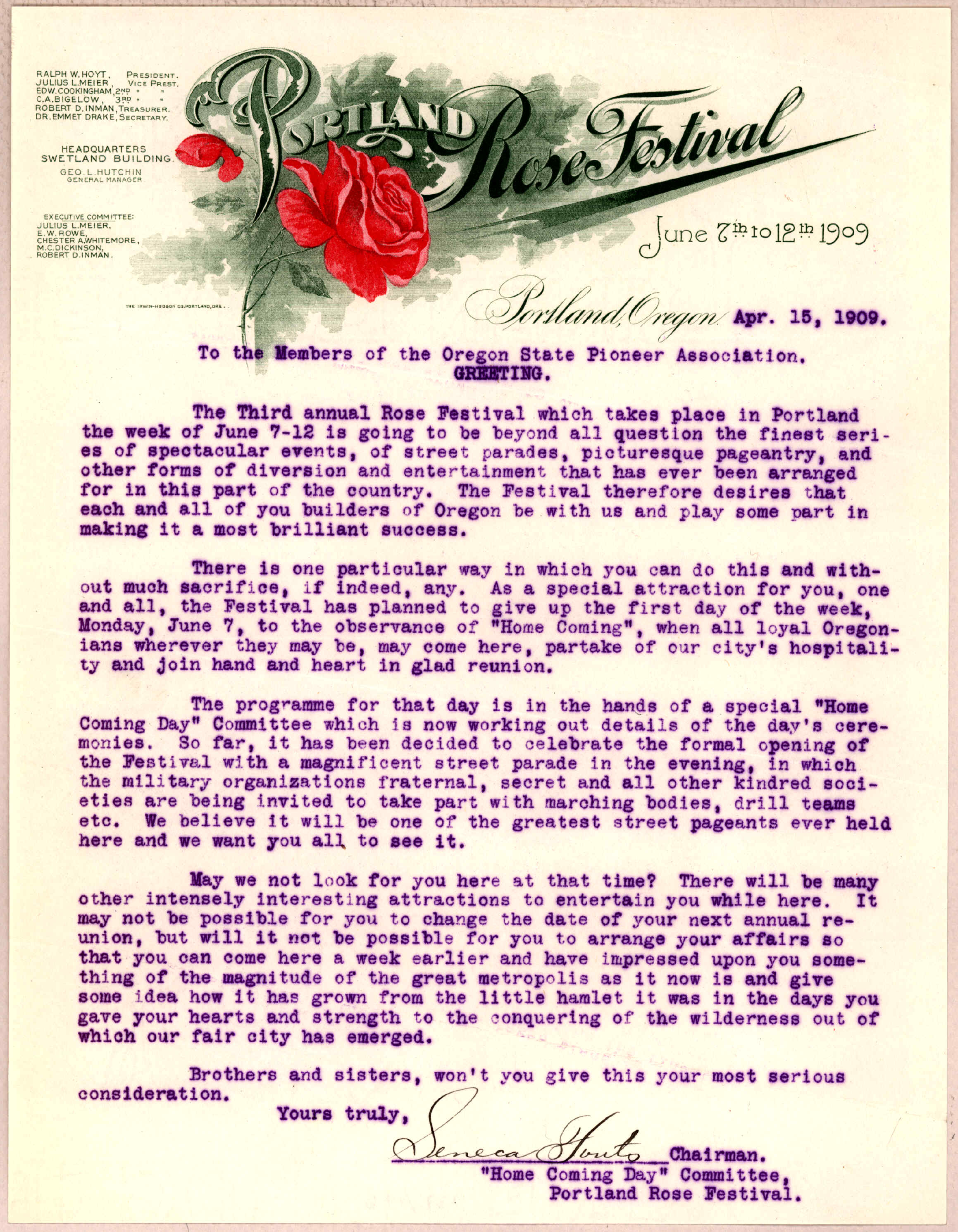
1909 رسالة مهرجان الورود
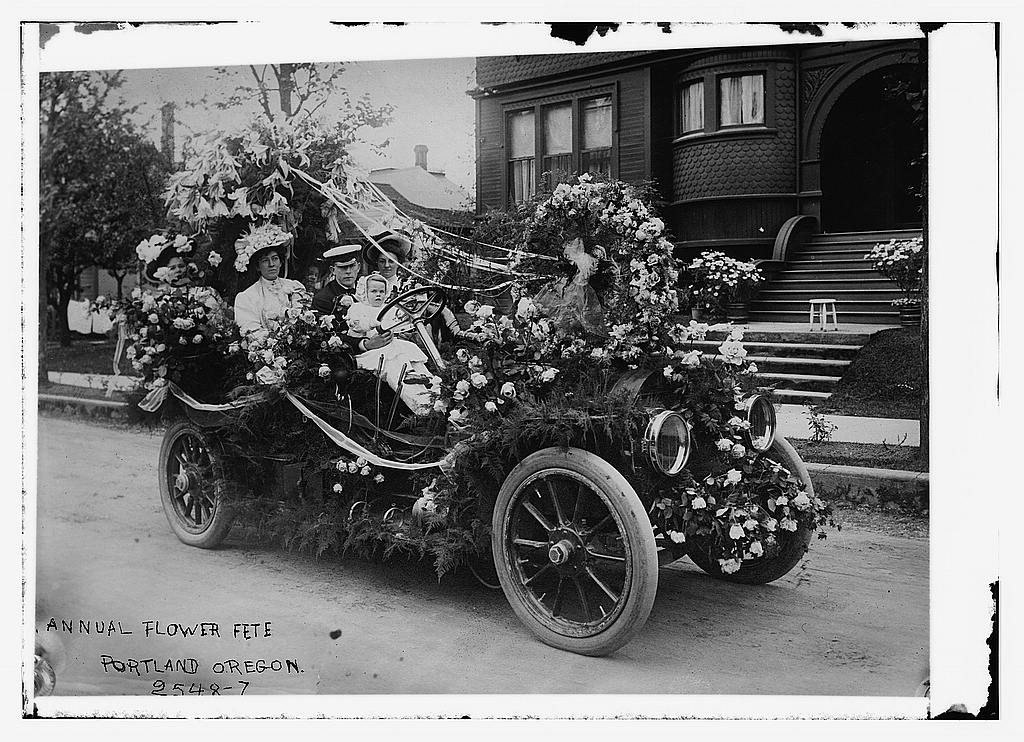
حوالي 1912-1914
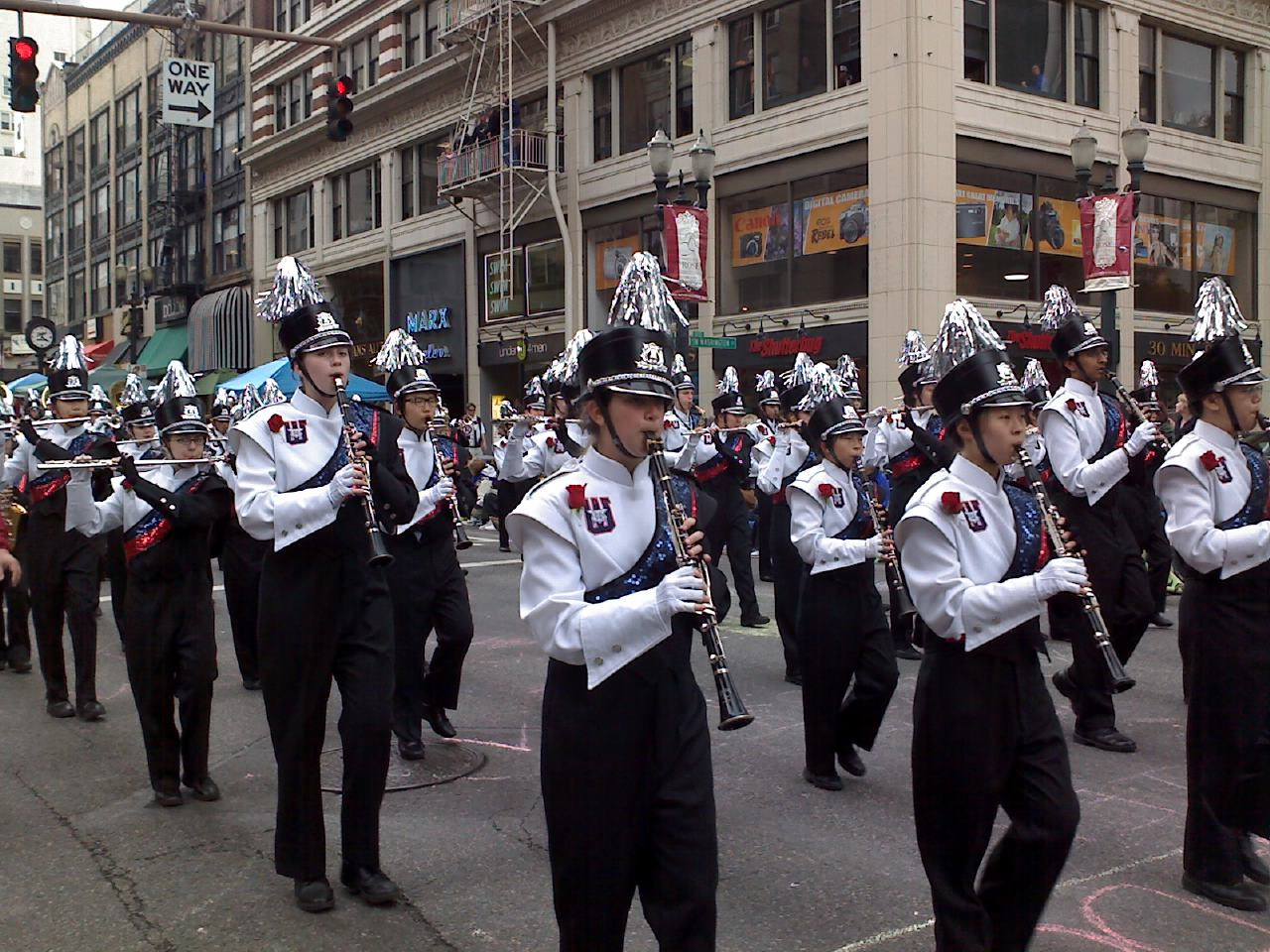
يتضمن كل موكب في مهرجان الورود العديد من الفرق الموسيقية  [لغات أخرى]‏ .
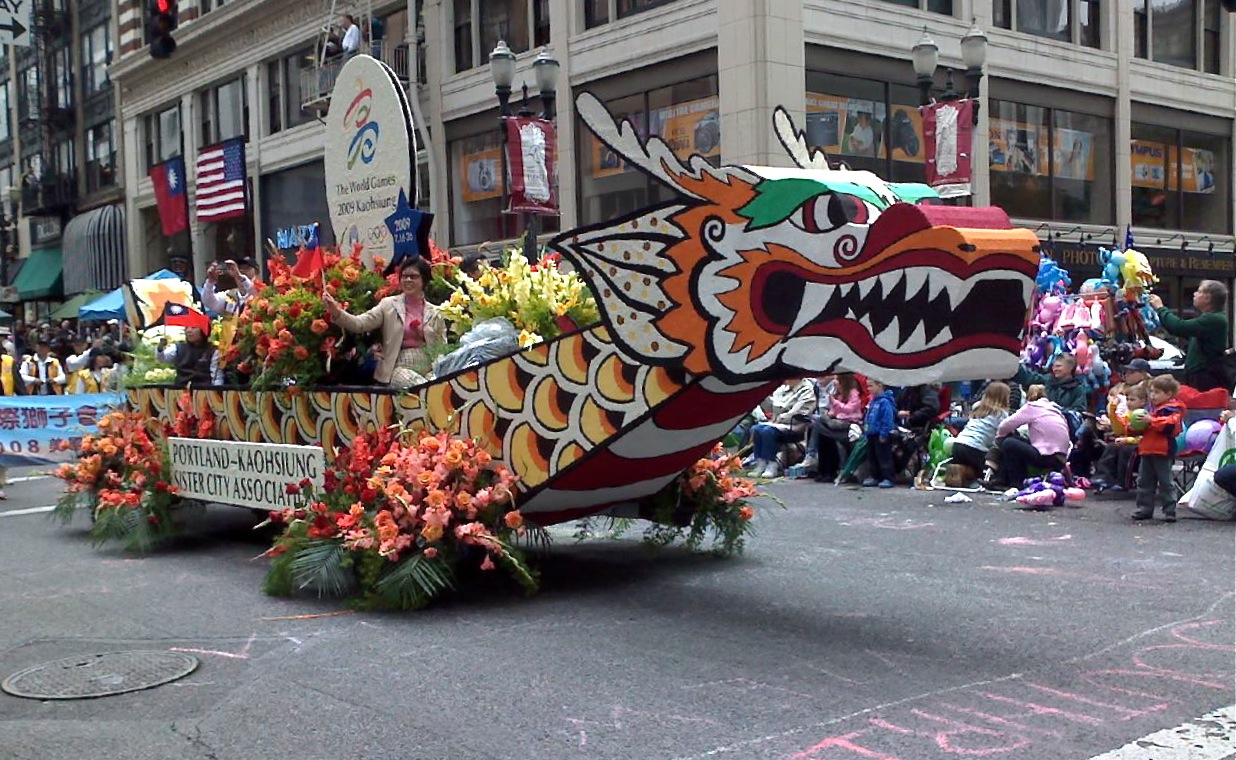
قارب التنين - نسخة يطوف في موكب عام 2008. يتضمن المهرجان سباقات بقوارب تنين حقيقية.
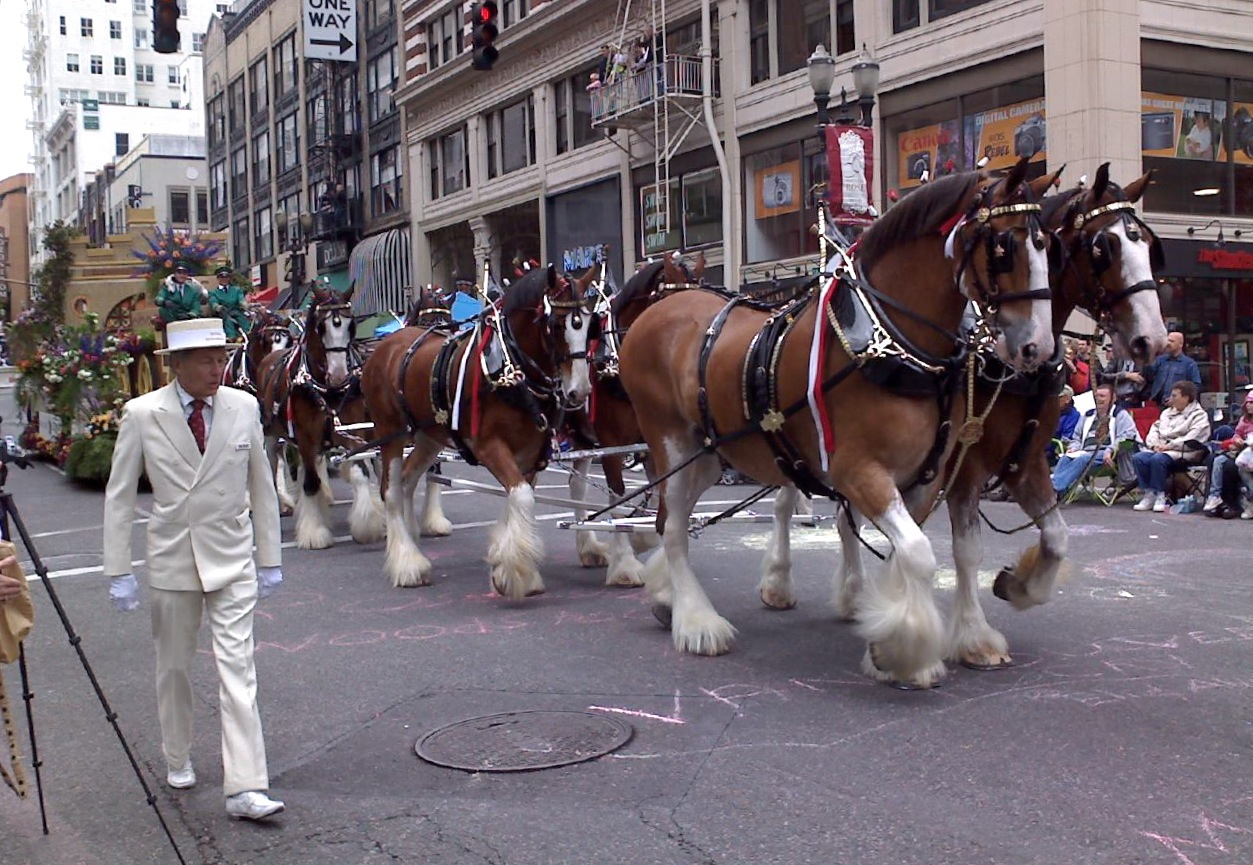
بدويايزر كلاديسدالس  [لغات أخرى]‏ مشارك متكرر.
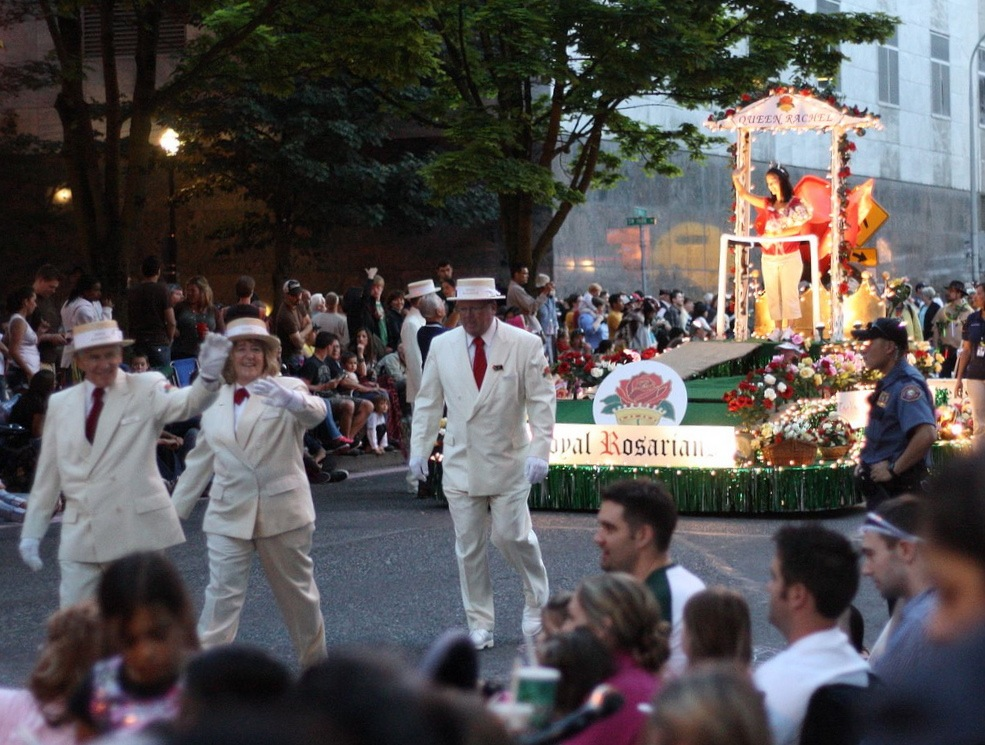
اميرة المهرجان تطوف في 2010 موكب ستارلايت
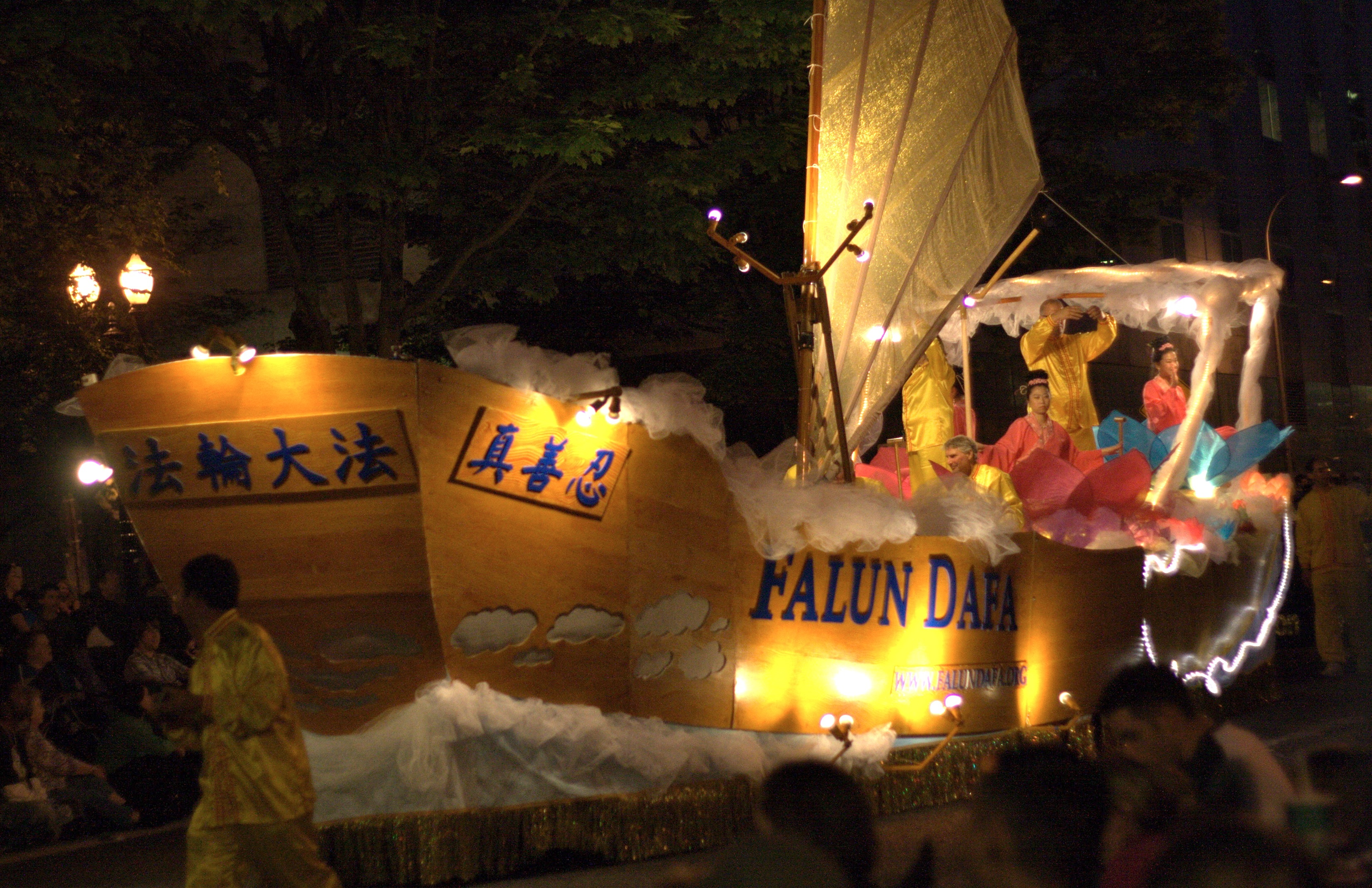
اميرة المهرجان تطوف في موكب ضوء النجوم
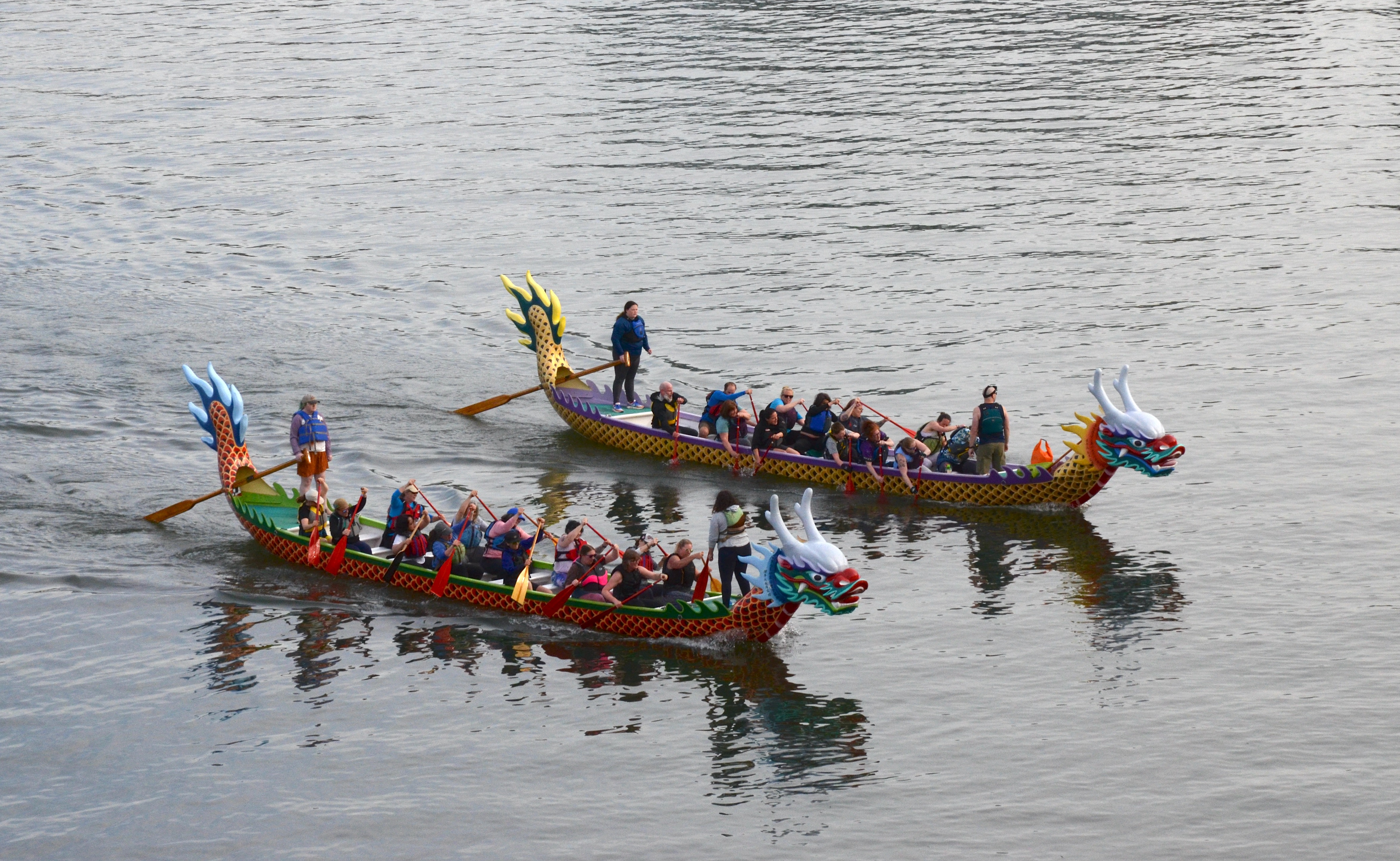
طاقمان من قوارب التنين يتسابقان خلال تدريب قبل أسابيع قليلة من بدء مهرجان الورود
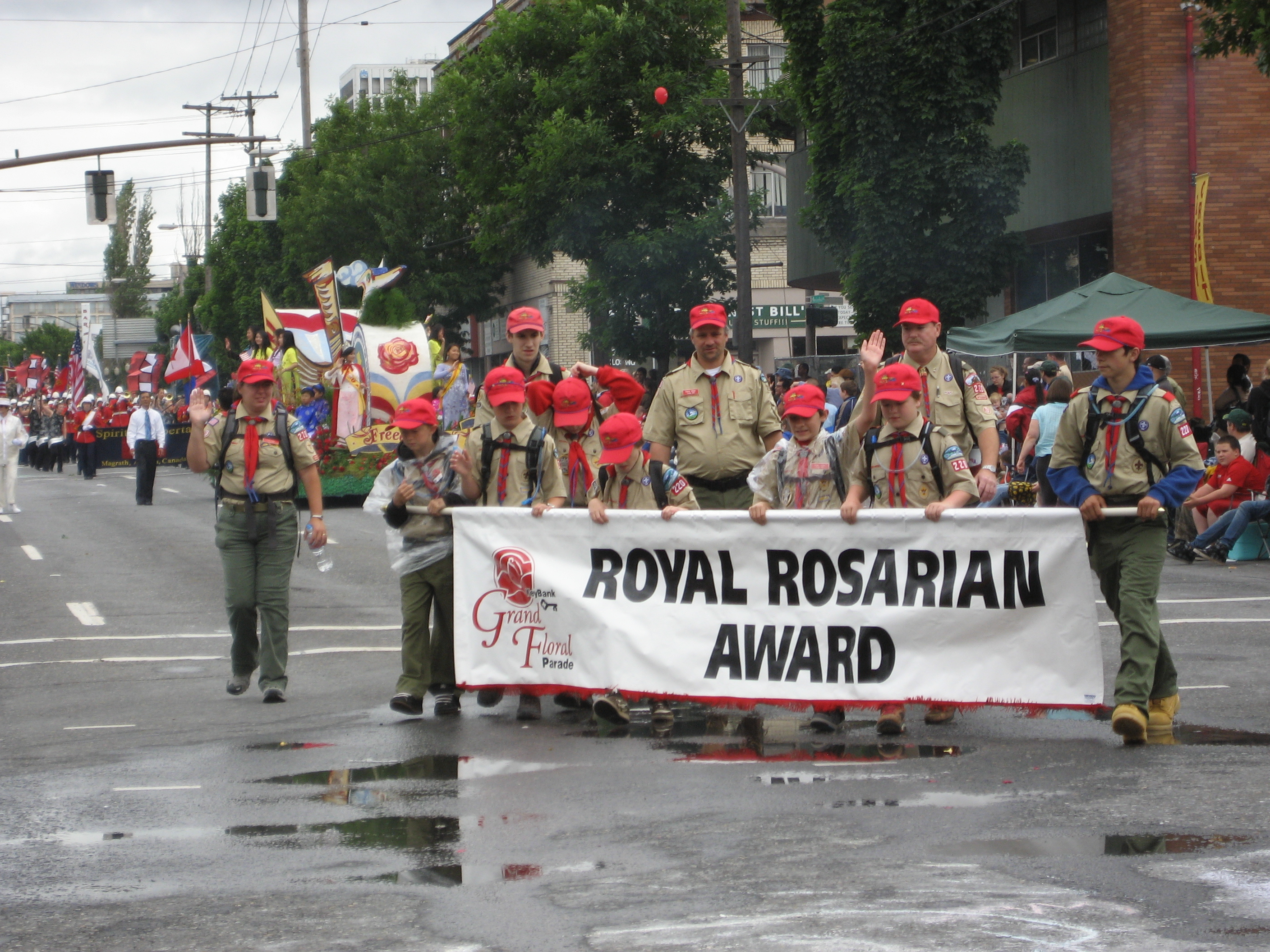
لافتة جائزة رويال روز اريان

## الروابط الخارجية
- الموقع الرسمي